# ريك بالدوين
ريك بالدوين (بالإنجليزية: Rick Baldwin) هو مهندس أمريكي، ولد في 10 يونيو 1955 في كوربوس كريستي في الولايات المتحدة، وتوفي في 12 يونيو 1997 في سان أنطونيو في الولايات المتحدة.

## وصلات خارجية
- ريك بالدوين على موقع Racing-Reference.info (الإنجليزية)